# Sergio Morgana
Sergio Morgana (Ozieri, 7 giugno 1907 – Sassari, 5 agosto 1971) è stato un magistrato, politico e avvocato italiano.

## Biografia
Già magistrato, nel 1940 fu richiamato alle armi e, col grado di tenente, assunse le funzioni di giudice relatore presso il tribunale militare di guerra della Sardegna; successivamente divenne sostituto procuratore, intraprendendo infine la professione forense.
Alle elezioni regionali in Sardegna del 1949 fu eletto in consiglio regionale col Partito Socialista Italiano.
Dopo l'adesione al Movimento Socialisti Autonomi (formazione costituita dagli esponenti del PSI contrari all'unificazione col PSDI), alle politiche del 1968 si candidò alla Camera nelle liste del Partito Comunista Italiano, venendo eletto nel collegio di Cagliari con 12.446 preferenze. Iscrittosi al gruppo misto, nel corso del mandato fu componente della Commissione parlamentare d'inchiesta sui fenomeni della criminalità in Sardegna («Commissione Medici»); alla sua morte, fu sostituito da Cesare Pirisi.
Raccolse un'ampia documentazione in merito alla criminalità e alla situazione economica sarda nella seconda metà del XX secolo.